# Голландська піч
Голландська піч (голанка, голланка, гуланка) — спочатку облицьована кахлями або плитками прямокутна піч для обігріву кімнат, що має вертикальні димообороти і за рахунок цього високу віддачу теплової енергії. У сучасному розумінні — опалювальна цегляна піч з товстими зовнішніми стінками і добре розвиненими димооборотами.
Голландська піч, як правило, має ширину близько 1 метра, глибину — до 2 і висоту — до 2,5 метрів. Зазвичай є додатковою піччю в хатах (з метою опалення влітку). Також часто виконується як вбудована в руську у її лицьової сторони (топка виходить на бічну її сторону) і служить для розігріву чавунної плити.
Маючі порівняно невеликі розміри, голландська піч використовувалася для обігріву міських будинків і приміщень до поширення центрального опалення в XVIII — початку XX століть.